# 福岡県道564号雷山前原線
福岡県道564号雷山前原線（ふくおかけんどう564ごう らいざんまえばるせん）は、福岡県糸島市を通る一般県道である。

## 概要
糸島市雷山から糸島市前原東1丁目に至る。

### 路線データ
- 起点：福岡県糸島市雷山
- 終点：福岡県糸島市前原東1丁目（伊都文化会館前交差点、国道202号交点）

## 歴史
- 1959年（昭和34年）4月1日 - 福岡県告示第232号により、県道雷山前原線として路線認定される（当時の整理番号は268）[1]
- 2021年（令和3年）9月3日 - 福岡県告示第780号により、三坂交差点 - 有田中央交差点間の旧道の県道指定が解除される[2]。

## 路線状況

### 重複区間
- 福岡県道49号大野城二丈線（糸島市三坂・三坂交差点 - 糸島市三坂）
- 国道202号今宿道路（糸島市有田・有田東交差点 - 糸島市有田中央2丁目・有田中央交差点）

## 地理

### 通過する自治体
- 福岡県
  - 糸島市

### 交差する道路
| 交差する道路                          | 交差する場所  | 交差する場所                |
| ------------------------------------- | ------------- | --------------------------- |
| 福岡県道49号大野城二丈線 重複区間起点 | 三坂          | 三坂交差点                  |
| 福岡県道49号大野城二丈線 重複区間起点 | 三坂          |                             |
| 福岡県道565号大門有田線               | 有田          | 有田入口交差点              |
| 国道202号 / 今宿道路 重複区間起点     | 有田          | 有田東交差点                |
| 国道202号 / 今宿道路 重複区間起点     | 有田中央2丁目 | 有田中央交差点              |
| 国道202号                             | 前原東1丁目   | 伊都文化会館前交差点 / 終点 |

### 交差する鉄道
- 筑肥線

### 沿線
- 雷山
- 糸島警察署
- 伊都文化会館